# Alpiner Far East Cup 2024/25
Die Saison 2024/25 des alpinen Far East Cups fand zwischen dem 10. Dezember 2024 und dem 7. März 2025 statt. Sie gehörte – wie die anderen Kontinentalrennserien der FIS – zum Unterbau des Weltcups. Im Vergleich zur Vorsaison wurden Abfahrten und Super-Gs wieder aus dem Programm gestrichen.

## Cupwertungen

### Gesamt
| Rang | Athlet                  | Punkte |
| ---- | ----------------------- | ------ |
| 1    | Christoph Meissl        | 598    |
| 2    | Jung Dong-hyun          | 548    |
| 3    | Luke Winters            | 489    |
| 4    | Mathias Skaaland Larsen | 471    |
| 5    | Ryoma Katayam           | 433    |

| Rang | Athletin                     | Punkte |
| ---- | ---------------------------- | ------ |
| 1    | Eren Watanabe                | 677    |
| 2    | Asami Katagiri               | 495    |
| 3    | Choi Tae-hee                 | 448    |
| 4    | Gim So-hui                   | 444    |
| 5    | Josephine Ronnestad Brodwall | 435    |

### Riesenslalom
| Rang | Athlet               | Punkte |
| ---- | -------------------- | ------ |
| 1    | Seigo Katō           | 360    |
| 2    | Hayata Wakatsuki     | 300    |
| 3    | Noah Sjøvik Røsjorde | 250    |
| 4    | Shin Jeong-woo       | 220    |
| 5    | Piotr Habdas         | 206    |

| Rang | Athletin        | Punkte |
| ---- | --------------- | ------ |
| 1    | Miki Ishibashi  | 390    |
| 2    | Maharu Yokouchi | 380    |
| 3    | Shizuku Hirota  | 256    |
| 4    | Gim So-hui      | 249    |
| 5    | Eren Watanabe   | 236    |

### Slalom
| Rang | Athlet           | Punkte |
| ---- | ---------------- | ------ |
| 1    | Jung Dong-hyun   | 502    |
| 2    | Luke Winters     | 489    |
| 3    | Christoph Meissl | 485    |
| 4    | Shiro Aihara     | 424    |
| 5    | Yōhei Koyama     | 405    |

| Rang | Athletin                     | Punkte |
| ---- | ---------------------------- | ------ |
| 1    | Eren Watanabe                | 441    |
| 2    | Josephine Ronnestad Brodwall | 400    |
| 3    | Chisaki Maeda                | 380    |
| 4    | Choi Tae-hee                 | 332    |
| 5    | Asa Andō                     | 300    |

## Podestplatzierungen Herren

### Riesenslalom
| Datum      | Ort               | 1. Platz             | 2. Platz            | 3. Platz                      | Führender Disziplinenwertung |
| ---------- | ----------------- | -------------------- | ------------------- | ----------------------------- | ---------------------------- |
| 10.12.2024 | Wanglong (CHN)    | Noah Sjøvik Røsjorde | Mikael Oscar Holter | Shin Jeong-woo Ryoma Katayama | Noah Sjøvik Røsjorde         |
| 11.12.2024 | Wanglong (CHN)    | Mikael Oscar Holter  | Shin Jeong-woo      | Hong Dong-kwan                | Mikael Oscar Holter          |
| 03.02.2025 | Yongpyong (KOR)   | Noah Sjøvik Røsjorde | Seigo Katō          | Hayata Wakatsuki              | Noah Sjøvik Røsjorde         |
| 04.02.2025 | Yongpyong (KOR)   | Hayata Wakatsuki     | Seigo Katō          | Adam Žampa                    | Noah Sjøvik Røsjorde         |
| 25.02.2025 | Sugadairako (JPN) | Seigo Katō           | Hayata Wakatsuki    | Piotr Habdas                  | Seigo Katō                   |
| 26.02.2025 | Sugadairako (JPN) | Seigo Katō           | Piotr Habdas        | Hayata Wakatsuki              | Seigo Katō                   |

### Slalom
| Datum      | Ort               | 1. Platz                | 2. Platz       | 3. Platz                | Führender Disziplinenwertung |
| ---------- | ----------------- | ----------------------- | -------------- | ----------------------- | ---------------------------- |
| 12.12.2024 | Wanglong (CHN)    | Jung Dong-hyun          | Shiro Aihara   | Piotr Habdas            | Jung Dong-hyun               |
| 13.12.2024 | Wanglong (CHN)    | Jung Dong-hyun          | Jung Min-sik   | Mathias Skaaland Larsen | Jung Dong-hyun               |
| 31.01.2025 | Alpensia (KOR)    | Mathias Skaaland Larsen | Hong Dong-kwan | Mathias Høiby           | Jung Dong-hyun               |
| 01.02.2025 | Alpensia (KOR)    | Jung Dong-hyun          | Mathias Høiby  | Takayuki Koyama         | Jung Dong-hyun               |
| 06.02.2025 | Alpensia (KOR)    | Mathias Skaaland Larsen | Luke Winters   | Yōhei Koyama            | Mathias Skaaland Larsen      |
| 07.02.2025 | Alpensia (KOR)    | Christoph Meissl        | Yōhei Koyama   | Luke Winters            | Mathias Skaaland Larsen      |
| 27.02.2025 | Sugadairako (JPN) | Jung Dong-hyun          | Yōhei Koyama   | Luke Winters            | Jung Dong-hyun               |
| 28.02.2025 | Sugadairako (JPN) | Christoph Meissl        | Luke Winters   | Shiro Aihara            | Jung Dong-hyun               |
| 06.03.2025 | Hakuba (JPN)      | Christoph Meissl        | Lukas Gasser   | Shiro Aihara            | Christoph Meissl             |
| 07.03.2025 | Hakuba (JPN)      | Luke Winters            | Jung Dong-hyun | Lukas Gasser            | Jung Dong-hyun               |

## Podestplatzierungen Damen

### Riesenslalom
| Datum      | Ort               | 1. Platz        | 2. Platz           | 3. Platz           | Führende Disziplinenwertung |
| ---------- | ----------------- | --------------- | ------------------ | ------------------ | --------------------------- |
| 10.12.2024 | Wanglong (CHN)    | Maharu Yokouchi | Lindy Etzensperger | Kizuna Kirikubo    | Maharu Yokouchi             |
| 11.12.2024 | Wanglong (CHN)    | Miki Ishibashi  | Julia Clason       | Lindy Etzensperger | Miki Ishibashi              |
| 03.02.2025 | Yongpyong (KOR)   | Maharu Yokouchi | Shizuku Hirota     | Miki Ishibashi     | Miki Ishibashi              |
| 04.02.2025 | Yongpyong (KOR)   | Gim So-hui      | Asami Katagiri     | Eren Watanabe      | Miki Ishibashi              |
| 25.02.2025 | Sugadairako (JPN) | Maharu Yokouchi | Miki Ishibashi     | Nika Tomsic        | Miki Ishibashi              |
| 26.02.2025 | Sugadairako (JPN) | Miki Ishibashi  | Maharu Yokouchi    | Shizuku Hirota     | Miki Ishibashi              |

### Slalom
| Datum      | Ort                   | 1. Platz                           | 2. Platz                           | 3. Platz                           | Führende Disziplinenwertung                         |
| ---------- | --------------------- | ---------------------------------- | ---------------------------------- | ---------------------------------- | --------------------------------------------------- |
| 12.12.2024 | Wanglong (CHN)        | Eren Watanabe                      | Choi Tae-hee                       | Josephine Ronnestad Brodwall       | Eren Watanabe                                       |
| 13.12.2024 | Wanglong (CHN)        | Arata Wakatsuki                    | Josephine Ronnestad Brodwall       | Eren Watanabe                      | Eren Watanabe                                       |
| 31.01.2025 | Alpensia Resort (KOR) | Asa Andō                           | Josephine Ronnestad Brodwall       | Julia Clason                       | Josephine Ronnestad Brodwall                        |
| 01.02.2025 | Alpensia Resort (KOR) | Asa Andō                           | Josephine Ronnestad Brodwall       | Julia Clason                       | Josephine Ronnestad Brodwall                        |
| 06.02.2025 | Alpensia Resort (KOR) | Asa Andō                           | Chisaki Maeda                      | Yukina Tomii                       | Asa Andō Eren Watanabe Josephine Ronnestad Brodwall |
| 07.02.2025 | Alpensia Resort (KOR) | Josephine Ronnestad Brodwall       | Rira Maehana                       | Kizuna Kirikubo Yukina Tomii       | Josephine Ronnestad Brodwall                        |
| 27.02.2025 | Sugadairako (JPN)     | Chisaki Maeda                      | Nika Tomsic                        | Yukina Tomii                       | Josephine Ronnestad Brodwall                        |
| 28.02.2025 | Sugadairako (JPN)     | Chisaki Maeda                      | Nika Tomsic                        | Gim So-hui                         | Josephine Ronnestad Brodwall                        |
| 06.03.2025 | Hakuba (JPN)          | Rennen abgesagt, kein Ersatzrennen | Rennen abgesagt, kein Ersatzrennen | Rennen abgesagt, kein Ersatzrennen | Josephine Ronnestad Brodwall                        |
| 07.03.2025 | Hakuba (JPN)          | Chisaki Maeda                      | Nika Tomsic                        | Eren Watanabe                      | Eren Watanabe                                       |